# Llei de Hofstadter
La llei de Hofstadter és una màxima autoreferencial sobre el temps en processos de recerca i desenvolupament científics i tecnològics, inventada per Douglas Hofstadter i inclosa dins de l'obra Gödel, Escher, Bach, guanyadora del Premi Pulitzer l'any 1980.
| «                                         | Et portarà més temps del que penses, fins i tot si tens en compte la llei de Hofstadter. | » |
| — Douglas Hofstadter, Gödel, Escher, Bach |                                                                                          |   |

La llei és una declaració pel que fa a la dificultat d'estimar amb precisió el temps que es triga a completar les tasques de certa complexitat substancial. Se cita sovint entre programadors informàtics, especialment en les discussions sobre les tècniques per a millorar la productivitat, com ara The Mythical Man-Month o programació extrema. La naturalesa recursiva de la llei és un reflex de l'experiència universal de la dificultat experimentada en l'estimació de tasques complexes malgrat tots els esforços, fins i tot sabent que la tasca és complexa.
La llei es va introduir inicialment en el marc d'una discussió dels programes d'ordinadors que juguen als escacs. Els jugadors d'alt nivell es continuaven barallant amb les màquines de tu a tu, tot i que les màquines eren més potents que els jugadors en anàlisi recursiva. La intuïció és que els jugadors són capaços de centrar-se en les posicions particulars en lloc de seguir cada possible línia de joc fins al final.
Hofstadter va escriure:
"En els primers dies d'escacs per ordinador, la gent solia estimar que es necessitaria deu anys fins que un equip (o programa) arribés a ser campió del món. Però, després de passar deu anys, semblava que el dia que un ordinador es convertiria en campió del món era encara a més de deu anys de distància".